# Daniël Ruyneman
Daniël Ruijneman (Amsterdam, 8 augustus 1886 - aldaar, 25 juli 1963), bekend als Daniël Ruyneman, was een Nederlandse componist, die tijdens het interbellum en ook daarna gold als een vooraanstaand voorvechter van experimentele muziek.

## Levensloop
Ruyneman, zoon van een spoorwegbeambte, had als kind enige tijd pianoles, maar kreeg pas later echte belangstelling voor muziek. Als achttienjarige monsterde hij aan op de grote vaart en maakte enige reizen naar Nederlands-Indië, waarvan hij later besefte dat toen zijn belangstelling voor oriëntaalse muziek moest zijn ontstaan. Hij begon opnieuw met de pianostudie, maar voor compositie had hij meer belangstelling. Gestimuleerd door Julius Röntgen en Alphons Diepenbrock studeerde hij van 1913 tot 1916 aan het Amsterdamsch Conservatorium, bij onder anderen Bernard Zweers.
Op 1 december 1918, toen de commotie rond de conservatieve componist Cornelis Dopper en diens tegenstrever Matthijs Vermeulen in het Amsterdamse Concertgebouw hoog was opgelopen, behoorde Ruyneman - met de kunstenaar en activist Erich Wichman - tot degenen die een concert verstoorden als steunbetuiging aan Vermeulen. Het protest was gericht tegen Dopper en het programmabeleid van Willem Mengelberg en het bestuur van het Concertgebouworkest. De dirigent van het bewuste concert, Evert Cornelis, voor wie Ruyneman kort daarvoor een pianosonatine had gecomponeerd, veroordeelde de actie niet en moest daarom vertrekken bij het Concertgebouworkest.
In datzelfde jaar 1918 richtte Ruyneman, met Sem Dresden, Henri Zagwijn, Bernhard van den Sigtenhorst Meyer, Alexander Voormolen en (later) Willem Pijper, de Nederlandsche Vereeniging tot Ontwikkeling der Moderne Scheppende Toonkunst op. Die werd in 1924 omgevormd tot de sectie Holland van de International Society for Contemporary Music, waarvan hij de drijvende kracht en na de Tweede Wereldoorlog bestuurslid was.
In 1920 vestigde hij zich in Groningen, waar hij in contact kwam met de kunstschildersgroep De Ploeg en muziekredacteur werd van het Blad voor Kunst van Hendrik Werkman. Hij leidde ook het Groninger Studenten Muziekgezelschap Bragi en gaf daarmee in 1925 in de Stadsschouwburg de Nederlandse première van de balletpantomime Le Boeuf sur le toît van Darius Milhaud en Jean Cocteau. Hij enscèneerde ook werken van Debussy in samenwerking met de Ploeg-schilder Johan Dijkstra.
In de vroege jaren dertig keerde hij terug naar Amsterdam en richtte de Nederlandsche Vereeniging voor Hedendaagsche Muziek op, die uitvoeringen van moderne muziek stimuleerde en een eigen tijdschrift uitgaf, waarvan Ruyneman hoofdredacteur was. Dit blad verdween in 1941 op last van de Duitse bezetters, maar de andere activiteiten zette hij voort tot zijn dood. Als organisator van concertseries in het Stedelijk Museum in de jaren vijftig propageerde hij eigentijdse muziek van Luciano Berio, Pierre Boulez, Luigi Nono en Karlheinz Stockhausen en ook van veel landgenoten.

## Persoonlijk

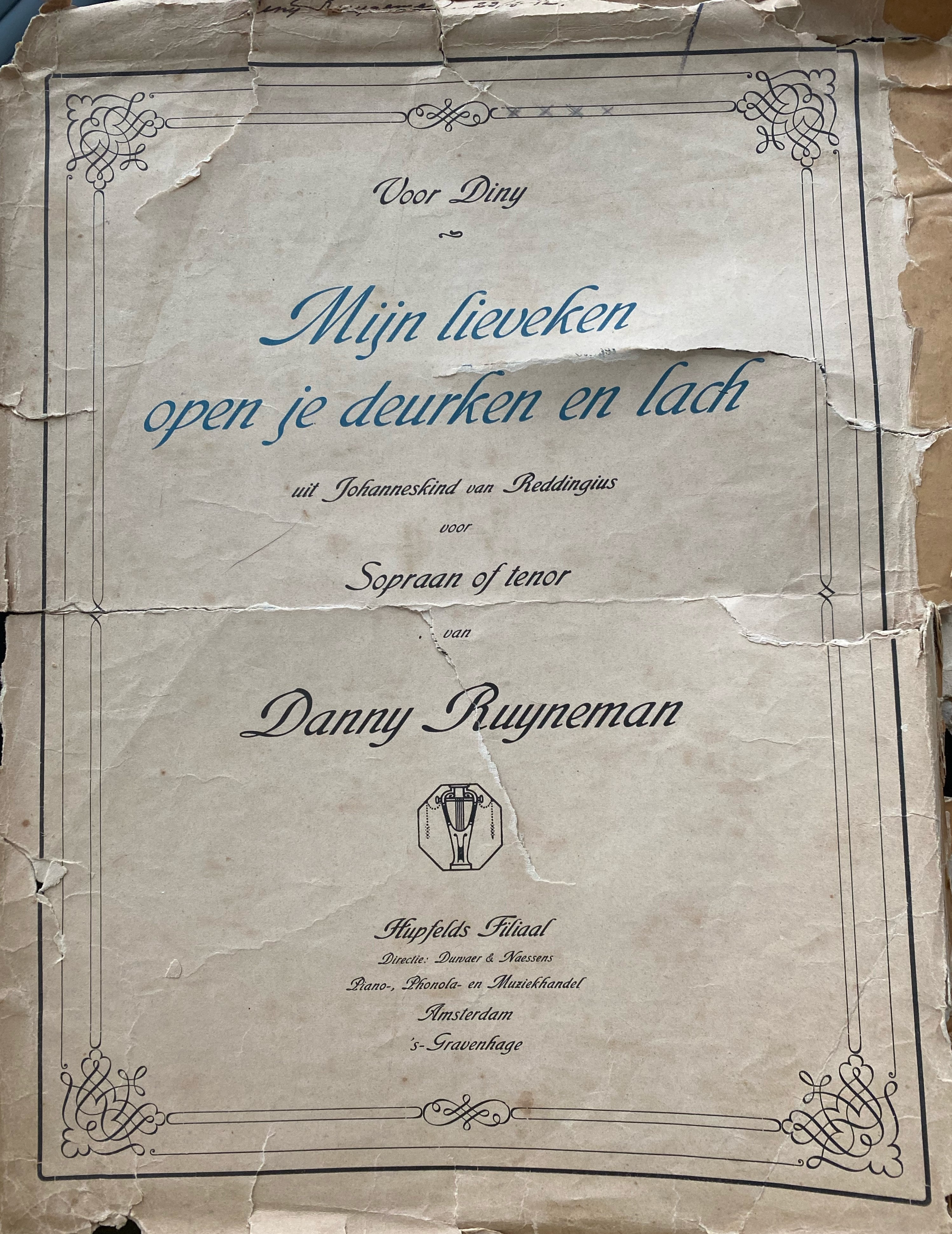
Titelblad van een lied uit de jaren twintig, opgedragen aan zijn vrouw Dina Becht

Hij was zoon van Willem Ruijneman en Femmigje Kel. Ruyneman trouwde op 17 mei 1918 met de mezzosopraan Dina Becht. Na hun scheiding op 9 maart 1929 hertrouwde hij op 4 april 1929 met Maatje Martina Marinissen. Beide huwelijken waren kinderloos. Het echtpaar woonde jarenlang aan de Van Eeghenstraat 45. Hij stierf kort voor zijn 77e verjaardag in Amsterdam. Hij werd gecremeerd.

## Werk
Ruyneman liet zich aanvankelijk beïnvloeden door de muziek van de laatromantiek, bijvoorbeeld in zijn tweede vioolsonate, maar al snel keerde hij zich radicaal daarvan af. Een ontmoeting in 1914 met Debussy, die composities van Ruyneman van kritisch commentaar voorzag, kan daarin bepalend zijn geweest. Het is deze componist die doorklinkt in de werken die Ruyneman in 1918 schreef: De Roep voor woordloos koor en Hiëroglyphen voor de uitzonderlijke bezetting van drie dwarsfluiten, celesta, harp, piano, twee mandolines, twee gitaren en "electrophoon", een door hemzelf ontworpen muziekinstrument dat vervangen kan worden door een vibrafoon. Ruyneman bereikte hier een verfijnd, transparant en iriserend timbre. In De Roep en de daarop voortbouwende Sonate voor koor (1931) schiep hij een "instrumentale koorzang" a capella met verrassend geluidseffect.
Hij plaatste zich hiermee in de muzikale avant-garde van zijn tijd. Hij onderhield correspondenties met Alban Berg en Anton Webern en had regelmatig contact met geestverwanten als Darius Milhaud en Egon Wellesz. Hij maakte zijn leven lang gretig gebruik van alle nieuwe stromingen die zich voordeden, met eclectisch resultaat. Latere werken missen de verbluffende kortheid en economie van middelen die Hiëroglyphen kenmerkt. Naar de mode van de jaren twintig slopen er neoklassieke elementen in zijn muziek. In de jaren dertig liet hij ook weer romantische gevoelsontladingen toe, zoals in het Vioolconcert. Na de Tweede Wereldoorlog verdiepte hij zich in het serialisme, maar kort voor zijn dood nam hij daar weer afstand van.
Steeds bleef Ruyneman zoeken naar bijzondere klankcombinaties. De door hemzelf ontworpen "electrophoon" schreef hij niet alleen voor in Hiëroglyphen, maar ook in de Symphonie Brève van 1929. Het instrument ging in 1940 verloren bij het bombardement op Rotterdam. Ook klinken in zijn werk de resultaten door van zijn studies naar Javaanse volksmuziek.

## Werkenlijst (selectie)
- 1914: Sonate no. 2 in G-groot voor viool en piano
- 1914: Winterabend voor zangstem en piano
- 1914: Drie pathematologieën (Hallucinatie - De stem van het verleden - Indruk) voor piano
- 1917: Sonatine voor piano ('Aan Evert Cornelis')
- 1917: Chinese liederen
- 1918: De Roep, kleurengamma voor gemengde stemmen
- 1918: Bei Betrachtung des Mondes / Bij aanschouwing der maan
- 1918: Hiëroglyphen voor kamerensemble
- 1925: Sonate voor vioolsolo
- 1925: Quatre Poèmes uit Alcools van Apollinaire
- 1927: Divertimento voor fluit, klarinet, altviool, hoorn en piano
- 1928: De gebroeders Karamazov, opera op een eigen libretto naar Dostojevski
- 1928: École moderne des gammes voor piano
- 1928: Kleine Sonate voor piano
- 1929: Symphonie Brève (Symfonie no. 1)
- 1930: Le Mariage, instrumentatie en voltooiing van Moessorgski's onvoltooide opera naar Gogol
- 1931: Sonate voor koorzang
- 1937: Vier Oud-Nederlandsche Liederen
- 1937: Quattro tempi per quattro violoncelli
- 1938: Concerto per orchestra
- 1939: Vier liederen op teksten van J.H. Leopold, voor tenor en orkest
- 1939-40: Sous le Pont Mirabeau, op tekst van Guillaume Apollinaire voor sopraan, alt, harp, fluit en strijktrio (in 1944 bewerkt voor strijkkwartet of strijkorkest)
- 1940: Concert voor viool en orkest
- 1942: Sonata da camera voor fluit en piano, opgedragen aan Johan Feltkamp
- 1943: Partita voor strijkorkest
- 1943: Amphitryon, ouverture voor orkest
- 1949: Nightingale Quintet voor blazers
- 1950: Three simultaneous Movements voor twee blokfluiten
- 1950: Drei Persische Lieder
- 1951: Die Weise von Liebe und Tod des Cornets Christoph Rilke, declamatorium op tekst van Rilke
- 1952: Sonatine voor fluit en klavecimbel
- 1952: Amaterasu (Déesse du soleil) naar een Japanse melodie van Kojiro Kobune, voor klein orkest
- 1953: Symphony 1953 (Symfonie no. 2)
- 1954: Adieu, gedichten van Nazım Hikmet voor bariton en piano
- 1956: Sonate no. 3 voor viool en piano
- 1958-61: Réflexions No. 1 - 2 - 3 - 4 voor verschillende kamermuziekbezettingen
- 1960: Het orgel speelt / Het ontstemde orgeltje, tekst van Pol de Mont, voor mezzosopraan en piano of klavecimbel, gecomponeerd voor Dina Becht.

Een aantal werken werd gepubliceerd onder de naam Danny Ruyneman.
Uitvoeringen (selectie)
Het Concertgebouworkest heeft een viertal werken van hem uitgevoerd:
- 21 februari 1943: Vioolconcert, onder leiding van Eduard van Beinum met solist Janine Andrade
- 9 en 11 maart 1944: Ouverture Amphitryon, onder leiding van Jan Koetsier
- 19 en 20 februari 1949: Partita, onder leiding van Hein Jordans
- 14 en 15 maart 1956: Symfonie nr. 2, onder leiding van Eduard van Beinum

## Boekpublicatie
- Daniël Ruyneman: De componist Jan Ingenhoven. Beschouwingen in het licht van de hedendaagsche muziek. De Spieghel, Amsterdam, 1938. 74 p.

- Bibsys: 14010751
- Bibliothèque nationale de France: cb139594938 (data)
- Biografisch Portaal: 02339000
- CiNii: DA12263492
- Digitale Bibliotheek voor de Nederlandse Letteren: ruyn001
- Gemeinsame Normdatei: 134504976
- International Standard Name Identifier: 0000 0001 0880 2364
- Library of Congress Control Number: n83066238
- MusicBrainz: b097befb-5074-4bbb-b50d-0ceecfc90786
- Nationale Bibliotheek van Tsjechië: mzk2010585735
- Nationale bibliotheek van Australië: 36008096
- Nationale Bibliotheek van Israël: 987007284362105171
- Nederlandse Thesaurus van Auteursnamen: 069971897
- Trove: 1182987
- Virtual International Authority File: 24793731
- WorldCat: E39PBJdMbJPVdRMtgg3X6FbfMP